# 499 Venusia
499 Venusia este un asteroid din centura principală, descoperit pe 24 decembrie 1902, de Max Wolf.